# جائزة نوبل في الكيمياء
جائزة نوبل في الكيمياء هي واحدة من جوائز نوبل التي تمنحها الأكاديمية الملكية السويدية للعلوم إلى العلماء لمساهماتهم المميزة في مجال الكيمياء.
كان ألفرد نوبل قد اقترح سنة 1895 منح جوائز في مجالات مختلفة، والتي هي بالإضافة إلى الكيمياء في مجالات الفيزياء والأدب والطب أو علم وظائف الأعضاء والسلام، والتي بدأ منحها سنة لأول مرة سنة 1901.
تشرف مؤسسة نوبل على إدارة الجائزة، وتمنح من قبل الأكاديمية الملكية السويدية للعلوم بناء على طلب من لجنة نوبل في الكيمياء الاختصاصية، والتي تتألف من خمسة أعضاء منتخبين من طرف الأكاديمية. تقدم الجائزة في حفل يقام سنوياً يوم العاشر من ديسمبر في العاصمة السويدية ستوكهولم. يوافق هذا التاريخ الذكرى السنوية لوفاة ألفرد نوبل.
منحت أول جائزة نوبل في الكيمياء سنة 1901 للعالم ياكوبس فانت هوف.

## اقرأ أيضاً
- قائمة الحاصلين على جائزة نوبل في الكيمياء